# Hirohito Nakamura
Hirohito Nakamura (中村 洋仁 Nakamura Hirohito?,  nacido el 9 de mayo de 1974 en Osaka) es un exfutbolista japonés. Jugaba de delantero y su último club fue el Mito HollyHock de Japón.

## Trayectoria

### Clubes
| Club           | País  | Año         |
| -------------- | ----- | ----------- |
| Gamba Osaka    | Japón | 1993 - 1995 |
| Honda          | Japón | 1996 - 1998 |
| Mito HollyHock | Japón | 1999 - 2001 |